# Laxenburger Straße

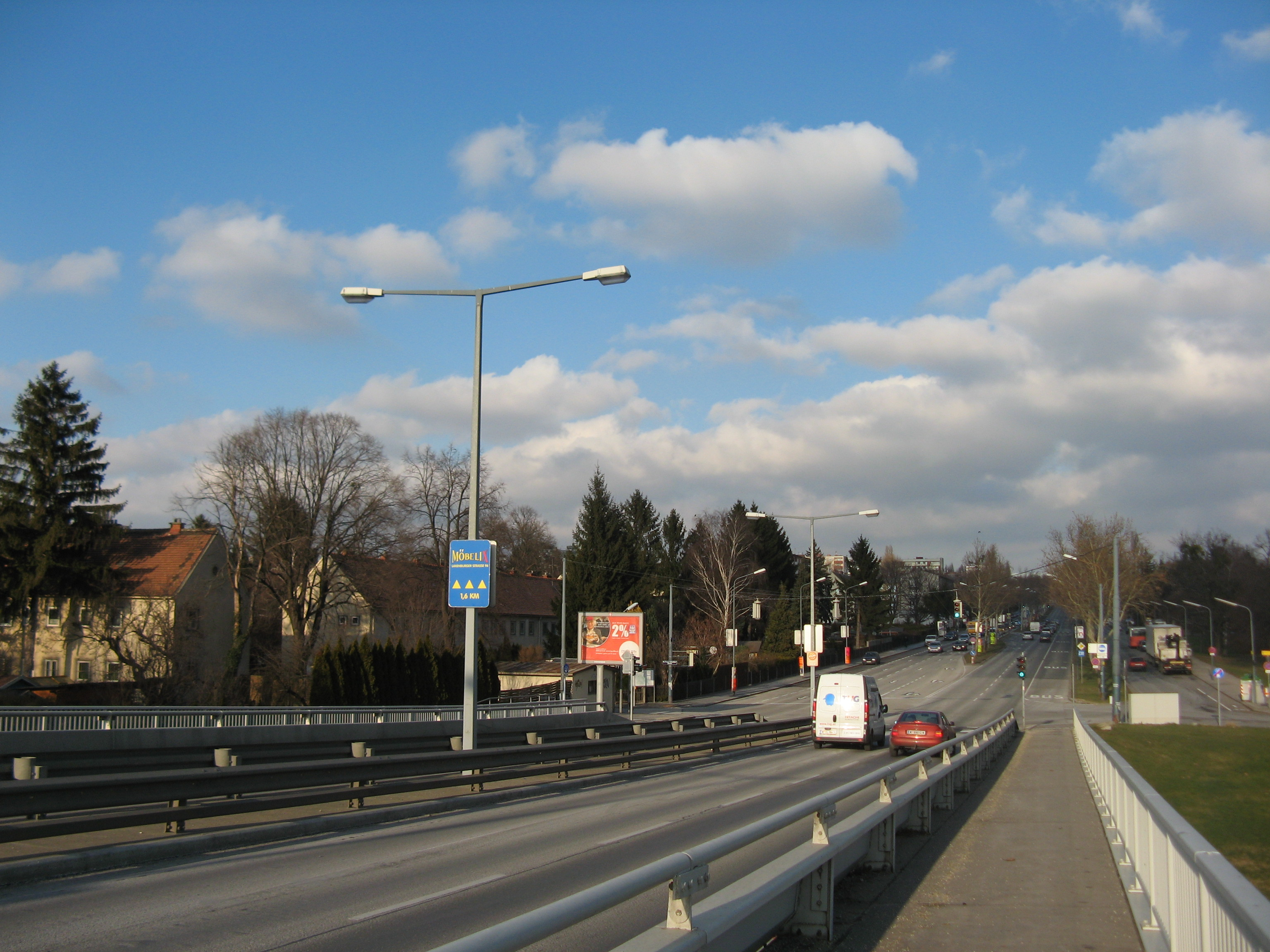
Blick von der Brücke über die Südosttangente Richtung Wienerfeldsiedlung

Die Laxenburger Straße B230  ist eine Hauptstraße B in Wien, Landesstraße B in Niederösterreich und ehemalige Bundesstraße. Größtenteils verläuft sie innerhalb von Wien, das letzte Stück befindet sich jedoch bereits in Niederösterreich. Die Laxenburger Straße zählt neben der Triester Straße (B17) und der Favoritenstraße (B16) zu den wichtigsten Wiener Süd-Einfahrten.

## Verlauf
Die B230 beginnt am Südtiroler Platz bei der Kreuzung mit dem Wiener Gürtel (B221) und folgt dem gesamten Straßenverlauf der Laxenburger Straße Richtung Süden. Sie durchquert dabei zunächst den Bezirksteil Favoriten des gleichnamigen 10. Wiener Gemeindebezirks Favoriten (siehe auch Neues Landgut) und kreuzt die Wienerberg Straße (B225). Nach der Durchquerung des am Wienerbergs und der Überführung von Südosttangente (A23) und Donauländebahn erreicht sie den 23. Wiener Gemeindebezirk Liesing. Die Laxenburger Straße überführt im Anschluss den Liesingbach und durchquert das Industriegebiet Inzersdorf. Kurz nach der Landesgrenze Wien/Niederösterreich endet die B230 in Vösendorf bei der Anschlussstelle „Laxenburger Straße“ der Wiener Außenring Schnellstraße (S1).

## Geschichte
Die Laxenburger Straße wurde im Jahr 1377 erstmals urkundlich erwähnt. Sie wurde als Verbindung zwischen dem Schloss Neue Favorita, dem heutigen Theresianum, und dem Schloss Laxenburg angelegt. 1686 wurde ihr Verlauf geändert. Im 19. Jahrhundert stellte sie eine Hauptachse der Siedlungsentwicklung im Süden Wiens dar, wobei von der ursprünglich historistischen Verbauung in ihrem nördlichen Teil heute nur noch Gebäudefassaden erhalten sind. Von 1946 bis 1956 hieß sie nach dem sowjetischen Feldherrn Fjodor Iwanowitsch Tolbuchin Tolbuchinstraße.